# 磯谷大心
磯谷 大心（いそたに たいしん、2001年7月4日 - ）は、日本のプロボクサー。東京都三鷹市出身。第3代日本ウェルター級ユース王者。輪島功一スポーツボクシングジム所属。

## 人物
母方の祖父の輪島功一は世界王者の元プロボクサー及び輪島功一スポーツジム名誉会長で父の磯谷和広は元プロボクサー及び担当トレーナーで弟の磯谷広太もプロボクサー。元プロボクサーで現会長の輪島大千は母方の叔父（功一の次男）に当たる。ちなみに大心は大千会長就任後のプロ第1号でもある。
幼稚園からサッカーを始めて、正智深谷高校時代はゴールキーパーだった。サッカー部引退後の高校3年生からボクシングを始めた。

## 来歴
2021年10月14日、プロデビュー戦は1回TKO勝ち。
その後2022年11月3日、後楽園ホールでの「第79回東日本新人王決勝戦」にて松野晃汰とウェルター級で戦い、4回53秒TKO負けを喫して東日本新人王ならずプロ初黒星。
そして2024年12月10日、後楽園ホール」にて加藤大河と日本ユースウェルター級王座決定戦を行い、8回2-0判定(76－76、77－75、78－74)勝ちで日本ユース王座獲得。

## 獲得タイトル
- 第3代日本ウェルター級ユース王座（防衛1）

## 戦績
- プロボクシング - 12戦9勝（6KO）3敗